# Rainfarn-Blattkäfer

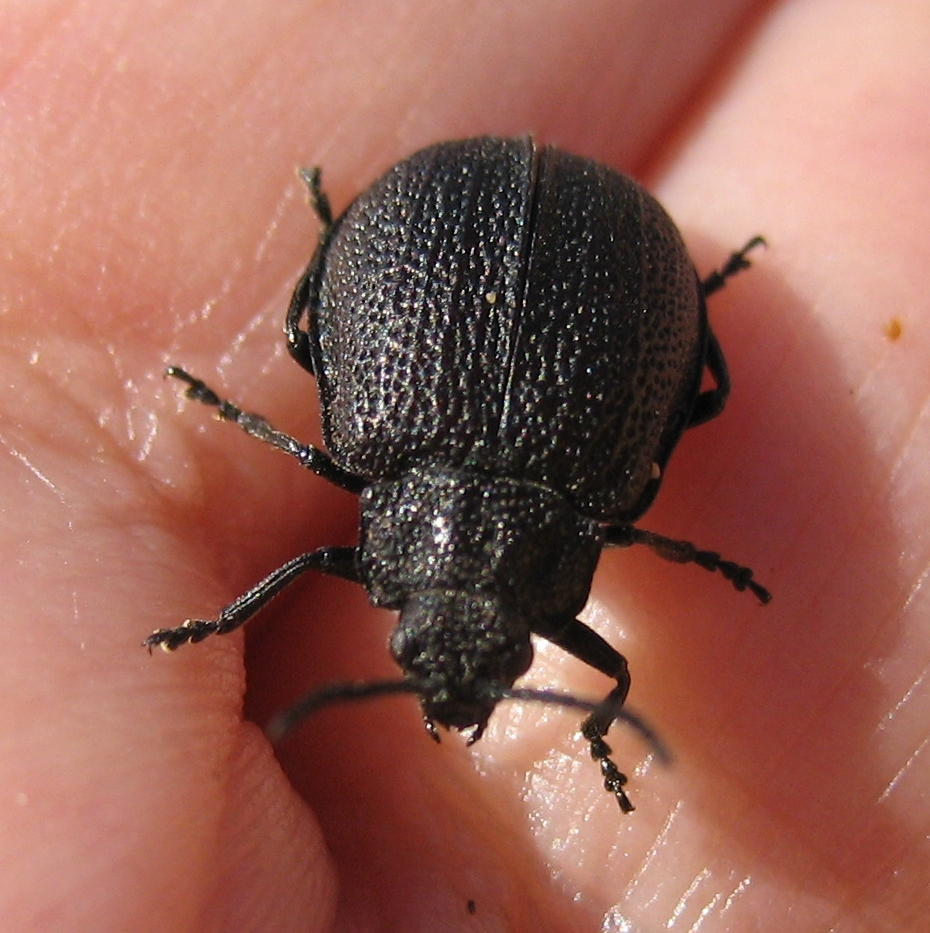
Männchen

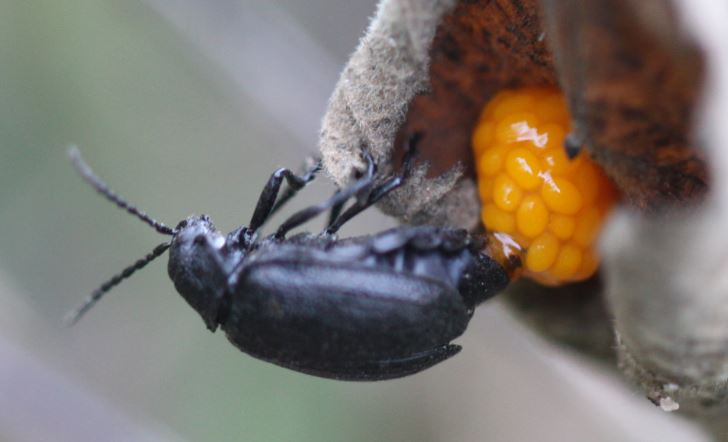
Weibchen bei der Eiablage

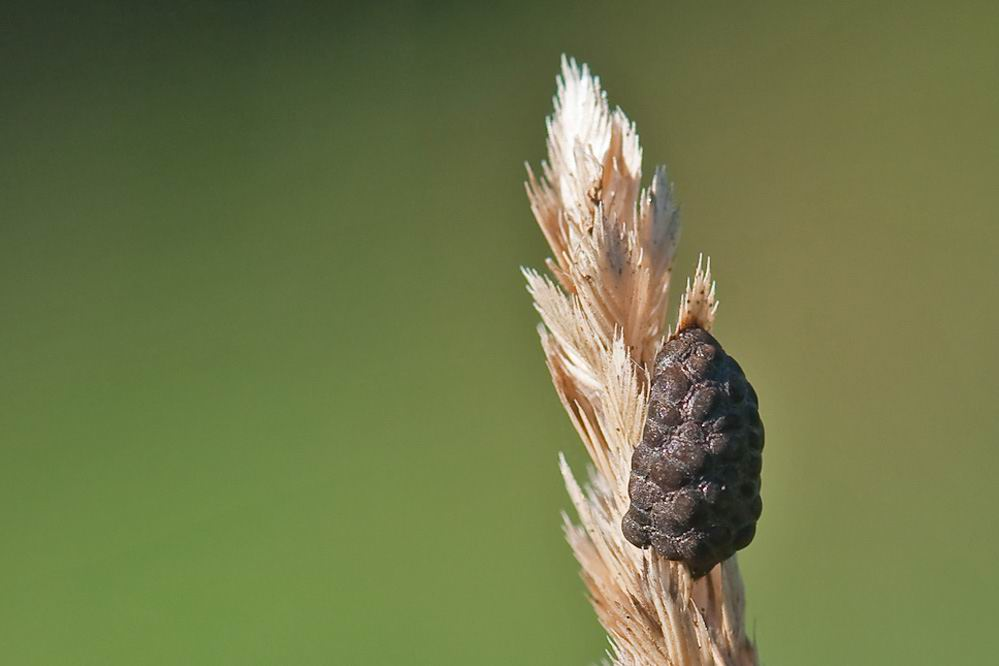
Eigelege (Eier mit einem Sekret überzogen)

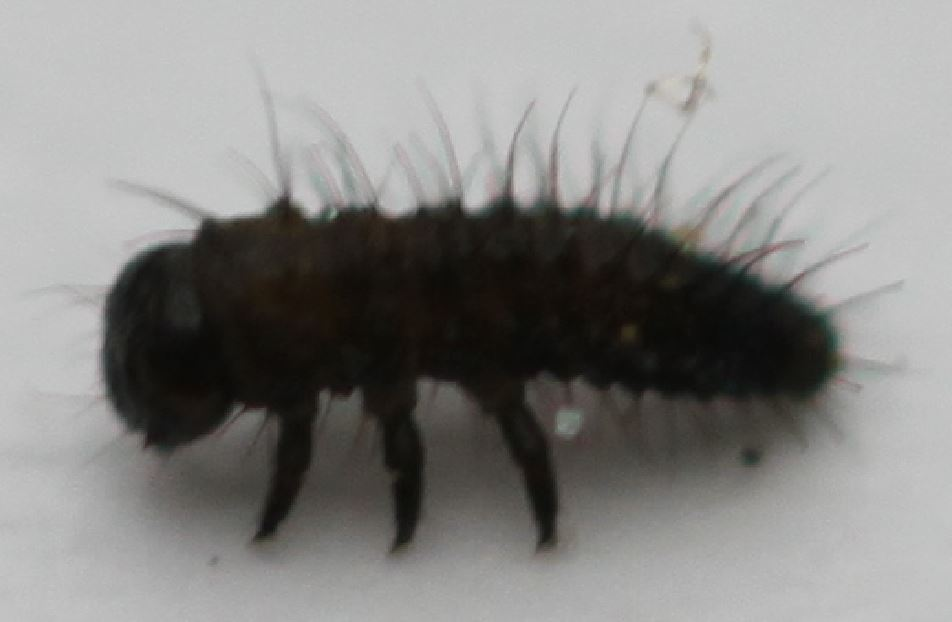
Frisch geschlüpfte Käferlarve

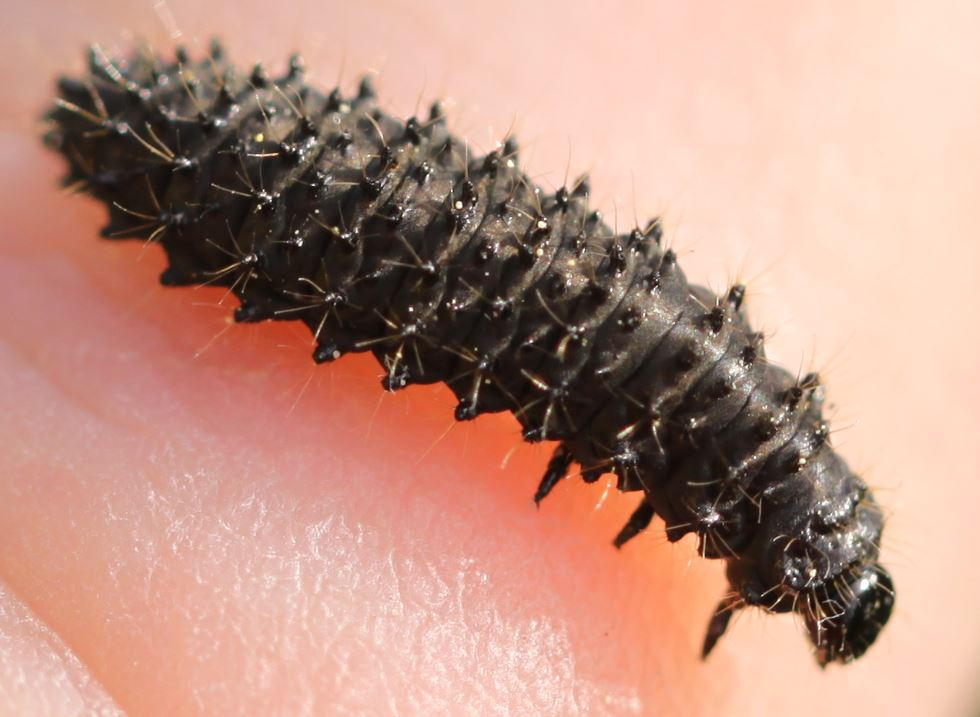
Ausgewachsene Käferlarve

Der Rainfarn-Blattkäfer (Galeruca tanaceti) ist ein Käfer aus der Familie der Blattkäfer (Chrysomelidae). Das Artepitheton tanaceti bezieht sich auf den Rainfarn (Tanacetum).

## Merkmale
Die Käfer erreichen eine Länge von sechs bis zehn Millimetern. Sie haben eine mattschwarze Färbung und sind unbehaart. Der Kopf, das stark unebene Halsschild und die Flügeldecken sind mit zahlreichen tiefen Punkten versehen. Auf den deutlich gerandeten Flügeldecken sind längsseits Rippen angedeutet. Der Rand läuft auch um die Schultern herum und ist auch am Halsschild erkennbar. An dessen Basis ist er aber weniger stark ausgeprägt als vorne. Die Weibchen werden etwas länger als die Männchen und können zur Zeit der Eiablage einen stark vergrößerten Hinterleib aufweisen.

## Vorkommen
Die Art kommt in ganz Europa und Asien vor, in Nordamerika wurde sie eingeschleppt. Man findet die Käfer von Juni bis September an trockenen und sonnenbeschienenen Orten. 

## Lebensweise
Die Käfer ernähren sich von zahlreichen Pflanzen der Familien der Korbblütler (Asteraceae), Kreuzblütengewächse (Brassicaceae), Nelkengewächse (Caryophyllaceae), Kardengewächse (Dipsacaceae), Liliengewächse (Liliaceae), Lippenblütler (Lamiaceae), Knöterichgewächse (Polygonaceae) und Nachtschattengewächse (Solanaceae).

## Entwicklung
Die Weibchen legen gewöhnlich ihre Eier in Gelegen zu ca. 60 Stück im Herbst an die Stängel, Blätter oder Blüten von trockenen Gräsern und anderen krautigen Pflanzen, die nicht zu den Futterpflanzen gehören. Die weiblichen Imagines werden vermutlich wegen der milden Winter noch Ende Januar angetroffen. Sie bedecken die Eier mit einem Sekret, das sie vor Fressfeinden schützt. Dieses verfärbt sich schon bald nach dem Aufbringen dunkel. Die Larven schlüpfen erst nach dem Winter. Sie erreichen eine Länge von 14 Millimetern und verpuppen sich im Erdboden. Sowohl sie als auch die Eier enthalten Anthrachinon, das sie vermutlich vor Fressfeinden schützt. Vom März bis zum Mai des nächsten Jahres schlüpft die neue Generation. Die Imagines legen im Hochsommer eine Diapause ein. 
Die Eier der Käfer werden oft von Oomyzus galerucivorus, einer Erzwespe aus der Familie der Eulophidae, parasitiert.